# 赵眜印
赵眜印是南越国文帝赵眜生前的名章。该印于1983年在广州解放北路发现的南越王墓内出土，现珍藏于西汉南越王博物馆内。
印长2.3厘米、宽2.3厘米、通高1.6厘米，重16.7克。为青玉质，因浸蚀而成黄白色。呈方形，覆斗钮，横穿有一孔，印文为阴刻“赵眜”2字，篆体，印面有边栏和竖界。